# The New Breed (álbum)
The New Breed es el tercer álbum del rapero MC Breed, lanzado el 27 de abril de 1993 por Wrap Records. Fue producido por MC Breed, The D.O.C. y Warren G. The New Breed alcanzó el puesto #156 en la lista Billboard 200 y el #17 en la Top R&B/Hip-Hop Albums, aunque el álbum es más conocido por su sencillo "Gotta Get Mine" con Tupac Shakur. "Gotta Get Mine" llegó hasta la 6.ª posición en la lista Hot Rap Singles, a la 96.ª en la Billboard Hot 100 y la 61.ª en la Hot R&B/Hip-Hop Singles & Tracks. Otro sencillo, "Tight", se ubicó en la 19.ª posición en la lista Hot Rap Singles.

## Lista de canciones
1. "Intro"- 2:59
2. "Tight"- 5:06
3. "Gotta Get Mine"- 4:22 (con 2Pac)
4. "Flashbacks"- 4:30
5. "Comin' Real Again"- 3:44
6. "Just Another Clip"- 3:20
7. "Watch Your Own Back"- 3:40
8. "Conversations"- 3:38
9. "Everyday Ho"- 3:52
10. "Ain't 2 Good"- 4:32
11. "Something 2 Smoke 2"- 3:39
12. "Outro"- 2:32

- Datos: Q2892414